# Paus Stefanus II (III)
Stefanus II (III) (gestorven op 26 april 757) was een Romeinse aristocraat die  tussen 752 en zijn dood in 757 paus was van de Rooms-Katholieke Kerk.

## Biografie
Tijdens zijn pontificaat, dat begon in 752, hadden de Lombarden Ravenna (de hoofdstad van het Westerse Byzantijnse Rijk) heroverd en nu begonnen ze druk uit te oefenen op Rome. Vermits de relatie tussen de pausen en het Byzantijnse Keizerrijk sinds het pontificaat van Gregorius III erg slecht was, kon van die zijde geen hulp verwacht worden. Het Byzantijnse Keizerrijk was bovendien zelf ook in conflict met onder anderen de Bulgaren.
Stefanus zocht uiteindelijk in 754 hulp bij Pepijn de Korte, die toen net koning was geworden van de Franken. Hij ontmoette hem dicht bij het huidige Vitry-le-François, aan de rivier de Marne en vroeg of hij wilde bemiddelen namens hem. Op 6 januari zalfde Stefanus de koning en zijn twee zonen, Karloman I en Karel. Pepijn besloot dat hij zich zou opwerpen als de beschermheer van de Pauselijke Stoel en beloofde de paus om alle verloren steden en gebieden van de Longobarden te heroveren die zij afhandig hadden gemaakt van de Byzantijnse keizer. Hij versloeg de Longobarden en verwierf de controle over het noorden van Italië. Pepijn de Korte liet het Lombardenrijk wel bestaan.
Hij schonk echter de gebieden van het vroegere Byzantijnse exarchaat Ravenna aan de paus, wat later zou leiden tot het ontstaan van de Pauselijke Staat. Dit wordt de Schenking van Pepijn (Latijn: Donatio Pippini) genoemd.
Cursief: tegenpaus